# Оржица (Гребёнковский район)
О́ржица (укр. Оржиця) — село,
Слободо-Петровский сельский совет,
Гребёнковский район,
Полтавская область,
Украина.
Код КОАТУУ — 5320884904. Население по переписи 2001 года составляло 339 человек.
Село указано на трёхверстовке Полтавской области. Военно-топографическая карта 1869 года как станция Оржица.
В Киевском областном архиве имеется исповедная ведомость за 1908 год.

## Географическое положение
Село Оржица находится на правом берегу реки Гнилая Оржица,
выше по течению на расстоянии в 0,5 км расположено село Слободо-Петровка,
ниже по течению примыкает село Загребелье,
на противоположном берегу — город Гребёнка.
На реке сделана большая запруда.
Через село проходит железная дорога, станция Оржица.